# Montauk Point fyr
Montauk Point  fyr är en bemannad fyr på Turtle Hill på östspetsen av Long Island i staten New York och delstatens äldsta fyr. 
Behovet av en fyr på Long Island uppmärksammades under president George Washingtons regeringstid och godkändes av USA:s kongress år 1792. Byggnationen började fyra år senare och avslutades den 5 november 1797.
Fyren är byggd av sandsten och  är vitmålad med ett brett rött band runt midjan och en lanternin på toppen. Den var ursprungligen 24 meter hög men byggdes om och förhöjdes med tio meter år 1860. Fyrapparaten visar en vit blixt var femte sekund. Lysvidden är 18 sjömil.
Fyrlyktan eldades ursprungligen med valolja och fyrapparaten bestod av totalt 18 lampor med paraboliska speglar. År 1897 installerades en mistlur som avgav en signal var 15 minut vid dimma och dålig sikt. År 1903 byttes fyrapparaten ut mot en Fresnel-lins av 3,5 storleken. Fyren elektrifierades år 1987 och fyrapparaten moderniserades varvid  Fresnel-linsen togs bort.
Fyrvaktarbostaden från 1960 används delvis som museum. Oljelagret har bevarats och mistlursbyggnaden har renoverats.
Fyrplatsen ägs av Montauk Point Historical Society.. Den utsågs till National Historic Landmark i mars 2012.
Fyren har renoverats flera gånger, senast 2019–2022, och i 
november 2023 lät USA:s kustbevakning installera den gamla Fresnel-linsen från 1903 försedd med en LED-lampa.
Fyrplatsen är öppen och fyren och museet kan besökas under sommarhalvåret. Det är 137 trappsteg upp till toppen.